# Titan Dome
Koordinaten: 88° 30′ S, 165° 0′ O
Der Titan Dome ist ein großer Eisdom auf dem antarktischen Plateau, der sich in Ost-West-Richtung erstreckt und auf bis zu 3100 Höhenmetern ansteigt. Er liegt zwischen den Queen Maud Mountains und dem Südpol. Der Eisdom wurde zuerst von den Schlittenmannschaften von Ernest Shackleton (1909), Roald Amundsen und Robert F. Scott (1911/12) auf ihrem Weg zum Südpol überquert und von ihnen als ausgedehnter Schneerücken beschrieben. Der Eisdom wurde im Rahmen eines von 1967 bis 1979 laufenden Eisdicken-Vermessungsprogramms mit Hilfe von Radio Echo Sounding gemeinsam vom Scott Polar Research Institute, der National Science Foundation und Dänemarks Technischer Universität auskartiert und nach dem Computer Titan an der Cambridge University (UK) benannt, mit dem die Radardaten des Vermessungsprogramms in Antarktika ausgewertet worden sind.